# Самуляк, Светлана Степановна
Светлана Степановна Москвина (Самуляк) (род. 19 июля 2003 года) — украинская тяжелоатлетка, бронзовый призёр чемпионата мира 2021 года, серебряный призёр Чемпионатов Европы 2023 и 2024 годов. Чемпионка Европы среди спортсменов не старше 23-х лет.

## Биография и спортивная карьера
На чемпионате Европы по тяжелой атлетике среди юниоров и до 23-х лет в 2021 году, который прошёл в Рованиеми, в Финляндии, она завоевала золотую медаль и стала чемпионкой континента среди спортсменок не старше 23-х лет. 
В декабре 2021 года приняла участие в чемпионате мира, который состоялся в Ташкенте. В весовой категории до 55 килограммов, Светлана по сумме двух упражнений с весом 201 кг завоевала бронзовую медаль. В упражнении рывок она завоевала малую серебряную медаль (91 кг), в упражнении толчок стала пятой (110 кг).
В Ереване, на чемпионате Европы 2023 года в категории до 55 кг завоевала серебряную медаль с результатом 199 кг по сумме двух упражнений. В отдельных упражнениях также ей достались две малые серебряные медали.
В феврале 2024 года на чемпионате Европы в Софии Светлана завоевала серебряную медаль по сумме двух упражнений с результатом 219 кг. В упражнении рывок она была первой (101 кг), а в толчке была третьей (118 кг). 
На чемпионате Европы 2025 года в Кишинёве в весовой категории до 64 кг завоевала бронзовую медаль с итоговым результатом 221 кг. В упражнениях «рывок» (100 кг) стала серебряным призёром. 

## Достижения
Чемпионат мира
| Результат | Вес      | Год  | Место соревнований  | Рывок | Толчок | Общий вес |
| Бронза    | до 55 кг | 2021 | Ташкент, Узбекистан | 91,0  | 110,0  | 201,0     |

Чемпионат Европы
| Результат | Вес      | Год  | Место соревнований | Рывок | Толчок | Общий вес |
| Серебро   | до 55 кг | 2023 | Ереван, Армения    | 90,0  | 109,0  | 199,0     |
| Серебро   | до 64 кг | 2024 | София, Болгария    | 101,0 | 118,0  | 219,0     |
| Бронза    | до 64 кг | 2025 | Кишинёв, Молдова   | 100,0 | 121,0  | 221,0     |